# Austin de Luxe
Der Austin de Luxe war ein viertüriger Mittelklassewagen mit Frontantrieb, der von Leyland Authi in Pamplona, Spanien, von 1974 bis 1975 hergestellt wurde.
Der Wagen wurde von Pininfarina entworfen und basierte auf der Plattform des Austin / Morris 1100.